# Dactylicapnos roylei
Dactylicapnos roylei är en vallmoväxtart som först beskrevs av Joseph Dalton Hooker och Thoms., och fick sitt nu gällande namn av John Hutchinson. Dactylicapnos roylei ingår i släktet Dactylicapnos och familjen vallmoväxter. Inga underarter finns listade i Catalogue of Life.